# Dolné Lovčice
Dolné Lovčice é um município da Eslováquia, situado no distrito de Trnava, na região de Trnava. Tem 5,74 km² de área e sua população em 2019 foi estimada em 752 habitantes.

## Demografia
| Ano:        | 1994 | 2004   | 2014   | 2024   |
| ----------- | ---- | ------ | ------ | ------ |
| Broj ljudi: | 703  | 704    | 736    | 809    |
| Razlika:    |      | +0,14% | +4,54% | +9,91% |

| Ano:               | 2023 | 2024   |
| ------------------ | ---- | ------ |
| Número de pessoas: | 801  | 809    |
| Diferença:         |      | +0,99% |